# مقاطعة ميرسير (كنتاكي)
مقاطعة ميرسير (بالإنجليزية: Mercer County)‏ هي إحدى المقاطعات في ولاية كنتاكي في الولايات المتحدة الأمريكية.

## أعلام
- جيمس هارلان
- جورج روبرتسون
- سبيد إس. فراي
- ويليامسون دان
- جون بريان بومان